# Lac Pyhäselkä
Le lac Pyhäselkä est un lac d'eau douce de l'est de la Finlande, en Carélie du Nord. Il s'étend sur les communes de Joensuu, Liperi, Pyhäselkä et Rääkkylä.

## Caractéristiques
Le lac Pyhäselkä est un sous-bassin du lac Saimaa, donc il forme la partie nord.